# Clivina
Genre
Clivina est un  genre de coléoptères de la famille des Carabidae, de la sous-famille des Scaritinae, de la tribu des Clivinini et de la sous-tribu des Clivinina.

## Sous-genres
- Clivina Latreille, 1802
- Cliviniana Kult, 1959
- Cliviniella Kult, 1959
- Dacca Putzeys, 1863
- Eoclivina Kult, 1959
- Isoclivina Kult, 1959
- Paraclivina Kult, 1947
- Physoclivina Kult, 1959
- Semiclivina Kult, 1947

Nom classifiée dans un sous-genre
- Clivina elegans, une espèce trouvée en Australie